# Ceratophygadeuon perditus
Ceratophygadeuon perditus är en stekelart som först beskrevs av Léon Abel Provancher 1886.  Ceratophygadeuon perditus ingår i släktet Ceratophygadeuon och familjen brokparasitsteklar. Inga underarter finns listade i Catalogue of Life.